# Leesburg (Texas)
Leesburg è una comunità non incorporata degli Stati Uniti d'America della contea di Camp nello Stato del Texas.

## Geografia fisica
Leesburg si trova sulla Louisiana and Arkansas Railway e State Highway 11, sette miglia a ovest di Pittsburg nella parte occidentale della contea di Camp.